# Warner Hendrik Erkenswijk

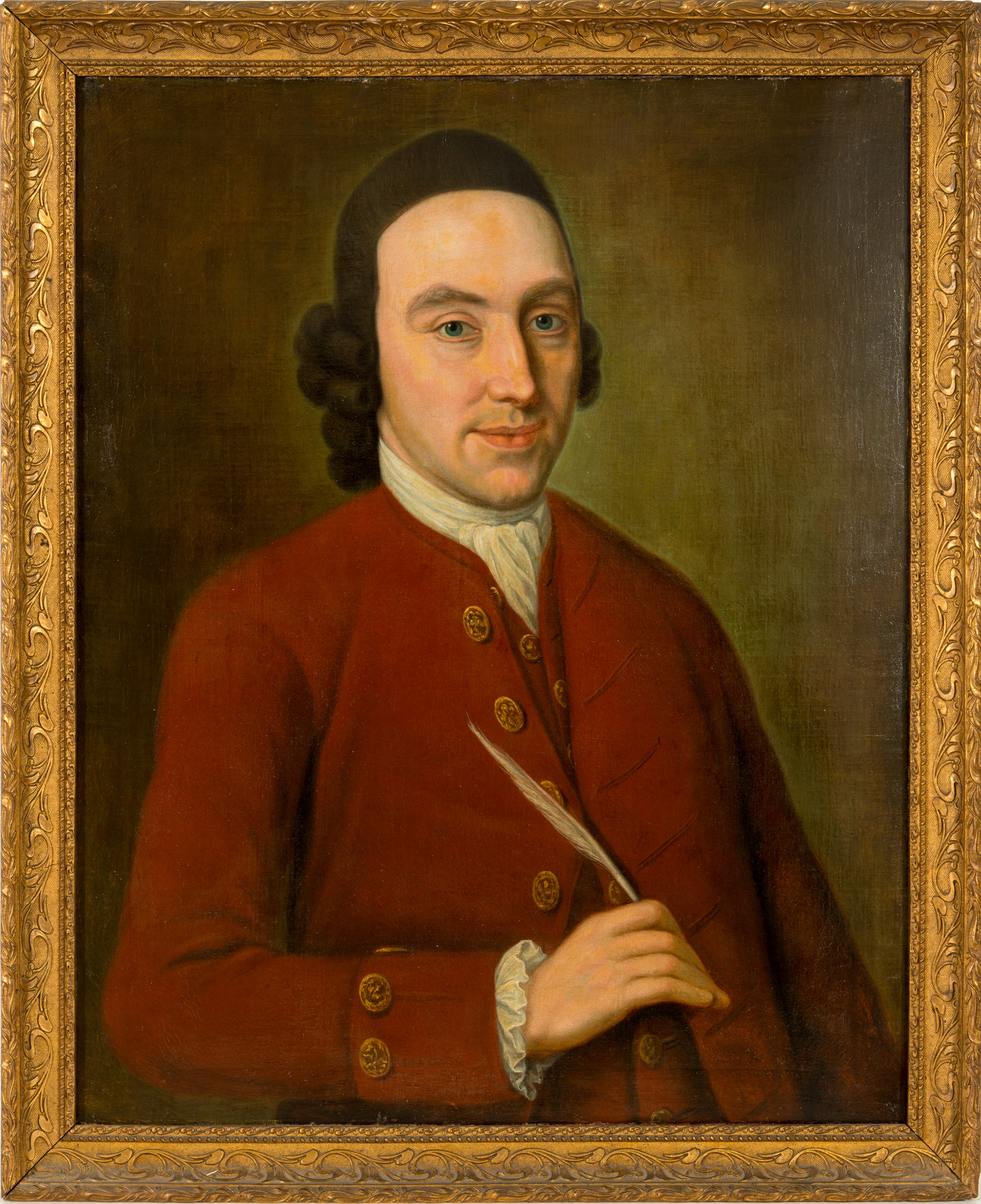
Portret van Warner Hendrik Erkenswijk door Adriaen Thim

Mr. Warner Hendrik Erkenswijk (Assen, 6 mei 1741, gedoopt 11 mei 1741 – aldaar, 14 januari 1820) was een Nederlandse politicus en bestuurder.

## Leven en werk
Erkenswijk werd geboren in Assen, als zoon van de predikant Gillis Erkenswijk en Aleida Carsten. Hij begon zijn opleiding aan de Latijnse school in Moers, de geboortestad van zijn vader. In 1757 ging hij rechten studeren in Groningen. In 1761 promoveerde hij op het proefschrift ’De justa interpretatione legum civilum Drenthiae doctrinali’ (over de ware wetenschappelijke wijze van uitleggen der Drentse burgerlijke wetten), hij was toen nog geen twintig jaar oud. In datzelfde jaar legde hij de eed af als advocaat en vestigde hij een praktijk in Assen. 
Na tien jaar advocaat geweest te zijn, werd hij op voordracht van de drost door de stadhouder benoemd als schulte van Ruinen en Ruinerwold, ook werd hij gerechtsschrijver van de voormalige heerlijkheid Ruinen. In 1776 werd hij tot landschrijver benoemd, een ambt in het toenmalig Drents bestuur met een veelomvattend takenpakket. Hij bekleedde deze positie ruim twintig jaar lang. Hij liet zich in die positie kennen als een gematigd man, wat hem in de problemen bracht toen de politieke tegenstellingen tussen Patriotten en Oranjegezinden in de jaren ’80 van die eeuw toenamen. Toen het erop aankwam, koos hij voor de Oranjegezinden. Als gevolg daarvan werd hij fel aangevallen door de Patriotten. Eén van de voormannen van de Patriotten in Drenthe, Carel de Vos van Steenwijk, uitte zich zo over hem:
”W.H. erkenswijk, Raad en landschrijver, heeft verstand en kunde genoeg, is onder de schijn van Godsvrugt vol bedrog, hoveerdig, en niet onverschillig omtrent geld, is ook vol valschheid, onder schijn van Patriotismus was hij zeer tegen de familie Hofstede en dus tegen het Hof. Toen hij zich in het openbaar vertoonen moest ging hij volkomen over na de Hofparthij, die hem gebruikt heeft maar niet vertrouwt, zoals de Patriotten hem verfoeijen. Hij is zeer bang van aart, in een woord een afschuwelijk mensch.”
In 1788 was hij samen met anderen onderdeel van een staatscommissie die het justitiewezen in de Landschap Drenthe moest herzien, wat er in resulteerde dat de Etstoel werd omgezet naar een rechtbank waarin uitsluitend juristen zitting hadden. Hij werd vervolgens door de stadhouder tot eerste raad van dit hof benoemd. 
Na de Bataafse revolutie werd hij als Oranjegezinde van zijn functies ontheven en werd de Etstoel weer een lekenrechtbank. Toen het grootste deel van Drenthe in 1798 werd samengevoegd met Overijssel verdween ook de zelfstandige rechtspraak in Drenthe, maar in 1801 herrees de Etstoel. In 1804 werd Erkenswijk benoemd tot de president van dit gerechtshof. Dit was mogelijk omdat de voormalige stadhouder al zijn ambtenaren had ontslagen van hun eed van trouw. 
Toen het koninkrijk Holland bij Frankrijk werd ingelijfd, verdween ook de Etstoel en kwam er in Assen een Rechtbank van Eersten Aanleg voor in de plaats, met zgn. vredegerechten die daaraan onderhorig waren in Meppel, Dalen, Hoogeveen en Assen. De toen al zeventigjarige Erkenswijk werd benoemd als vrederechter in Assen. Dat bleef hij ook na de Franse tijd. In 1815 ging hij met pensioen.
Erkenswijk woonde in een door A.M. Sorg gebouwd huis op de hoek van de Marktstraat en de huidige Weiersloop. Hij stierf daar ook en werd begraven in Borger. Hij bleef ongehuwd.
- Biografisch Portaal: 36558888
- Digitale Bibliotheek voor de Nederlandse Letteren: erke009
- International Standard Name Identifier: 0000 0003 8992 7584
- Nederlandse Thesaurus van Auteursnamen: 071295593
- Virtual International Authority File: 283423918
- WorldCat: E39PCjyJryQYjtvRvRrDVFRc8C